# Hernando Viñes
Hernando Viñes Soto (París, 20 de mayo de 1904-id., 24 de febrero de 1993) fue un pintor español nacido y afincado en Francia, incluido en la segunda Escuela de París. 

## Aprendizaje
Hijo de un ingeniero francés de origen catalán y de María Soto (hija de un expresidente de Honduras y de una nativa guatemalteca), y sobrino del pianista Ricardo Viñes.
Con el estallido de la Primera Guerra Mundial, los Viñes abandonan París y tras recorrer varios puntos de la geografía francesa, se instalan en Madrid. Una visita al Museo del Prado a los doce años y el apoyo de su madre determinaron su vocación. Y así, al regresar a París en 1919, presentó sus trabajos a Picasso que le aconseja entrar en la Academia de Arte Sacro fundada por Maurice Denis y George Desvallières. Más tarde, también asistió a las clases de André Lhote y trabajó en el estudio de Gino Severini. En 1922, visitó el Monasterio de Silos con su padre.

## Carrera profesional
En 1923 expuso por primera vez en el Salón de Otoño de París e hizo amistad con Manuel Ángeles Ortiz que le introdujo en el círculo de pintores españoles de la que se llamará Escuela de París: Joaquín Peinado (con quien compartiría estudio), Celso Lagar, Pancho Cossío y Francisco Bores. Junto a ellos expondrá regularmente en las galerías Percier y Max Berger.
En 1931 se une a Lulú Jourdain (hija del decorador, escritor y político Francis Jourdain), que se convierte en su musa y modelo habitual. El 13 de mayo de 1936, Lulú y Hernando celebran una gran cena de despedida en el Hostal Cervantes de Madrid, a la que asisten, entre otros: Luis Buñuel, los hermanos Francisco y Federico García Lorca, Rafael Alberti, Miguel Hernández, Neruda, María Teresa León, José Caballero y Pepín Bello. Dos meses después estalla la Guerra civil española.Viñes participó en actividades antifranquistas siendo uno de los artífices del Pabellón de la República Española.
En el otoño de 1939, recién nacida su hija, tuvieron que huir del París ocupado por los alemanes, refugiándose en San Juan de Luz, junto a la frontera franco-española. Su pintura de rico colorido fauvista se hizo necesariamente intimista. Aunque en 1946 participó en la muestra de «Arte de la escuela republicana» en el Palacio Manés de Praga, entre 1948 y 1963, se vio obligado a dar clases de guitarra para sobrevivir.
Su regreso a la vida artística llega con la retrospectiva de su obra organizada por el Museo de Arte Moderno de Madrid en 1965. Desde ese año, las exposiciones se suceden. 
En 1985, se somete a una operación pulmonar en París. Tres años después se le concede la Medalla de Oro al Mérito en las Bellas Artes. Muere en París a los 88 años de edad.
Tiene obra en el Centro Pompidou de París; el Centro de Arte Reina Sofía de Madrid; en los museos de Castres y Albí, en Francia; en el Museo Nacional de Praga; en el museo de Museo de Tel-Aviv, en Israel; y en varias instituciones de Sudamérica y Estados Unidos.